# Petroleuciscus borysthenicus
Petroleuciscus borysthenicus is een straalvinnige vissensoort uit de familie van de eigenlijke karpers (Cyprinidae). De wetenschappelijke naam van de soort is voor het eerst geldig gepubliceerd in 1859 door Kessler.